# Alaszkai partfutó
Az alaszkai partfutó (Calidris mauri) a madarak (Aves) osztályának lilealakúak (Charadriiformes) rendjébe, ezen belül a szalonkafélék (Scolopacidae) családjába tartozó faj.

## Rendszerezése
A fajt Jean Cabanis német ornitológus írta le 1857-ben, az Ereunetes nembe Ereunetes Mauri néven.

## Előfordulása
Alaszka és Szibéria területén fészkel. Telelni az Amerikai Egyesült Államok déli részére és Dél-Amerikába vonul. Kóborló példányai feltűnnek Európában is.

## Megjelenése
Testhossza 14–17 centiméter, szárny fesztávolság 28–37, 18–42 testtömege gramm.
|  |  |

## Szaporodása
Fészekalja 4 tojásból áll.